# Yoshiaki Komai
Yoshiaki Komai (駒井 善成 Komai Yoshiaki?), född 6 juni 1992 i Kyoto prefektur, är en japansk fotbollsspelare.
Komai började sin karriär 2011 i Kyoto Sanga FC. Han spelade 171 ligamatcher för klubben. 2016 flyttade han till Urawa Reds. Med Urawa Reds vann han AFC Champions League 2017 och japanska ligacupen 2016. 2018 flyttade han till Hokkaido Consadole Sapporo.